# Gin Acts
Le Gin Acts furono cinque leggi emanate in Gran Bretagna tra il 1729 ed il 1751 al fine di limitare il consumo di gin.
Nonostante fossero disponibili altre bevande fu proprio il gin (che in quel periodo divenne di uso comune tra la classe operaia britannica) a destare preoccupazione.
All'inizio del Settecento infatti una parte del salario degli operai inglesi veniva corrisposta in gin; tale usanza portò ad una serie di problemi, soprattutto di ordine sociale, quali un incremento della diffusione dell'alcolismo.
Il governo inglese guidato dal primo ministro Robert Walpole cercò di arginare tali problemi con una serie di provvedimenti, tra cui l'innalzamento della tassa di distillazione a 50 sterline.
William Hogarth fu sostenitore di questa tassa, tanto che ne parla nella sua opera "Beer Street and Gin Lane". In quest'opera egli parla dei pregi di bere birra rispetto ai difetti di bere gin.